# 1976年のABAプレーオフ
1976年のABAプレーオフは、アメリカン・バスケットボール・アソシエーション (ABA) の1975-1976シーズン後のポストシーズン・トーナメントである。本大会では、ABAファイナルでジュリアス・アービング擁するニューヨーク・ネッツがデンバー・ナゲッツをシリーズ4勝2敗で破り、ABA最後のシーズンにして2度目のリーグチャンピオンとなった。

## 概要
今シーズン限りでABAは最終年であり、その後ABAとNBAの合併は、1976年6月17日に行われた。したがって、ABAの歴史における最終戦は、1976年5月13日のニューヨーク・ネッツがニューヨーク州ユニオンデールのナッソー・コロシアムでデンバー・ナゲッツを112-106で破った試合である。
レギュラーシーズンにはディビジョン制度がなかったため、プレーオフは5チームで行われ、1回戦は4位のケンタッキー・カーネルズと5位のインディアナ・ペイサーズのベスト・オブ・スリーシリーズとなり、2勝1敗でケンタッキーが勝利した。

## できごと
ニューヨーク・ネッツのジュリアス・アービングは、ABAプレーオフ最優秀選手に選ばれた。彼は1974年にもこの栄誉に輝き、ABAの歴史上でプレーオフMVPを繰り返し獲得した唯一の選手である。
1976年4月28日、ケンタッキー・カーネルズはデンバー・ナゲッツとのシリーズ第7戦で敗れた。この敗戦はカーネルズにとって最後の試合となり、ABAとNBAの合併でNBAに加入しなかったABAチームにとっても最後の試合となった。
ナゲッツとネッツは、レギュラーシーズンでリーグ最高成績を収めた後、チャンピオンシップシリーズで対戦した。
ニューヨーク・ネッツとのオープニングラウンドに4勝3敗で敗れたサンアントニオ・スパーズは、ABAのプレーオフシリーズで一度も勝ち進めることなく、ABAの在籍期間を終了した。しかし、NBA参入後には1990年代後半から黄金期を迎え、スパーズは5度のNBAチャンピオンを果たし、ABAチームでは唯一の快挙を成し遂げている。一方で2021年時点でナゲッツはまだNBAファイナルに進出していない唯一のABAチームである（ペイサーズは2000年に1回、ニュージャージー・ネッツ (現ブルックリン・ネッツ) は2002年と2003年に2回ファイナルに進出し、3シリーズすべて敗退に終わっている）。

## 結果
|  | 準々決勝 | 準々決勝     | 準々決勝     |                |   | セミファイナル | セミファイナル | セミファイナル |  |  | ファイナル | ファイナル | ファイナル |
|  |          |              |              |                |   |                |                |                |  |  |            |            |            |
|  |          |              |              |                |   |                |                |                |  |  |            |            |            |
|  |          | # 1          | デンバー     | 4              |   |                |                |                |  |  |            |            |            |
|  |          |              |              | 4              |   |                |                |                |  |  |            |            |            |
|  |          |              | # 4          | ケンタッキー   | 3 |                |                |                |  |  |            |            |            |
|  | # 4      | ケンタッキー | # 4          | ケンタッキー   | 3 | 2              |                |                |  |  |            |            |            |
|  | # 4      | ケンタッキー |              |                |   | 2              |                |                |  |  |            |            |            |
|  | # 5      | インディアナ | 1            |                |   |                |                |                |  |  |            |            |            |
|  |          |              |              |                |   |                |                |                |  |  | # 1        | デンバー   | 2          |
|  |          |              | # 2          | ニューヨーク   | 4 |                |                |                |  |  |            |            |            |
|  |          |              |              |                |   |                |                |                |  |  |            |            |            |
|  |          |              |              |                |   |                |                |                |  |  |            |            |            |
|  |          | # 2          | ニューヨーク | 4              |   |                |                |                |  |  |            |            |            |
|  |          |              |              | 4              |   |                |                |                |  |  |            |            |            |
|  |          |              | # 3          | サンアントニオ | 3 |                |                |                |  |  |            |            |            |
|  |          |              | # 3          | サンアントニオ | 3 |                |                |                |  |  |            |            |            |
|  |          |              |              |                |   |                |                |                |  |  |            |            |            |

## 試合スコア

### 準々決勝
(1) デンバー・ナゲッツ, (2) ニューヨーク・ネッツ, (3) サンアントニオ・スパーズはセミファイナルに進出。
(4) ケンタッキー・カーネルズ vs. (5) インディアナ・ペイサーズ:
カーネルズがシリーズ2勝1敗で勝利
- 第1戦 @ ケンタッキー:  ケンタッキー 120, インディアナ 109
- 第2戦 @ インディアナ:  インディアナ 109, ケンタッキー 95
- 第3戦 @ ケンタッキー:  ケンタッキー 100, インディアナ 99

### セミファイナル
(1) デンバー・ナゲッツ vs. (4) ケンタッキー・カーネルズ:
ナゲッツがシリーズ4勝3敗で勝利
- 第1戦 @ デンバー:  デンバー 110, ケンタッキー 107
- 第2戦 @ デンバー:  ケンタッキー 138, デンバー 110
- 第3戦 @ ケンタッキー:  ケンタッキー 126, デンバー 114
- 第4戦 @ ケンタッキー:  デンバー 108, ケンタッキー 106
- 第5戦 @ デンバー:  デンバー 127, ケンタッキー 117
- 第6戦 @ ケンタッキー:  ケンタッキー 119, デンバー 115
- 第7戦 @ デンバー:  デンバー 133, ケンタッキー 110

(2) ニューヨーク・ネッツ vs. (3) サンアントニオ・スパーズ:
ネッツがシリーズ4勝3敗で勝利
- 第1戦 @ ニューヨーク:  ニューヨーク 116, サンアントニオ 101
- 第2戦 @ ニューヨーク:  サンアントニオ 105, ニューヨーク 79
- 第3戦 @ サンアントニオ:  サンアントニオ 111, ニューヨーク 103
- 第4戦 @ サンアントニオ:  ニューヨーク 110, サンアントニオ 108
- 第5戦 @ ニューヨーク:  ニューヨーク 110, サンアントニオ 108
- 第6戦 @ サンアントニオ:  サンアントニオ 115, ニューヨーク 110
- 第7戦 @ ニューヨーク:  ニューヨーク 121, サンアントニオ 114

### ファイナル
(1) デンバー・ナゲッツ vs. (2) ニューヨーク・ネッツ:
ネッツがシリーズ4勝2敗で勝利
- 第1戦 (May  1) @ デンバー:  ニューヨーク 120, デンバー 118
- 第2戦 (May  4) @ デンバー:  デンバー 127, ニューヨーク 121
- 第3戦 (May  6) @ ニューヨーク:  ニューヨーク 117, デンバー 111
- 第4戦 (May  8) @ ニューヨーク:  ニューヨーク 121, デンバー 112
- 第5戦 (May 11) @ デンバー:  デンバー 118, ニューヨーク 110
- 第6戦 (May 13) @ ニューヨーク:  ニューヨーク 112, デンバー 106